# Bettenhaus der Charité
Das Bettenhaus der Charité ist der zentrale Gebäudekomplex der Charité-Kliniken in der Luisenstraße 64 im Berliner Ortsteil Mitte. Obwohl der Name lediglich auf die Unterbringung von Patienten verweist, gab und gibt es in dem Hochhaus zahlreiche funktionale Bereiche und 14 medizinische Fachbereiche. Das Gebäude entstand Anfang der 1980er Jahre im damaligen Ost-Berlin und wurde zwischen 2014 und 2016 komplett saniert, modernisiert und umgebaut.

## Geschichte

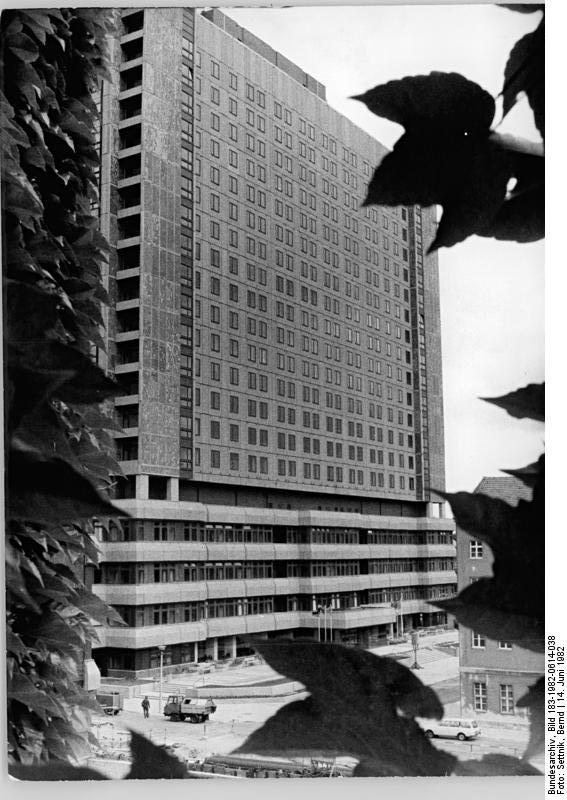
Charité-Hochhaus, 1982

Das Gebäude wurde in den Jahren 1977–1982 vom Architektenteam unter Karl-Ernst Swora und der Mitwirkung von Dieter Bankert entworfen und gebaut. Es verfügte über 30 Stationen, 1050 Betten und 24 Operationssäle auf einer Nutzfläche von 65.000 m². Am 14. Juni 1982 wurde es als Chirurgisch orientiertes Zentrum der Charité mit einer Ansprache Erich Honeckers eröffnet. Die chirurgischen Abteilungen der Charité arbeiteten hier bis zur Neuorganisation im Jahr 1998.
Weil das Haus neben den medizinischen Stationen auch die notwendigen Krankenhausbetten bereithielt, hieß es bald Bettenhochhaus. Es ist eines der höchsten Klinikgebäude weltweit und ragt aus der Bebauung des umgebenden Stadtgebietes als weithin sichtbare und städtebauliche Landmarke heraus.
Zur Gesamthöhe des Gebäudes mit Technikaufbauten gibt es unterschiedliche Angaben, die von 72 m bis 86 m reichen. Die Anzahl der Etagen wird mit 21 oder 23 angegeben. Aktuelle Quellen geben im Rahmen der Sanierung die Höhe mit 82 m und die Anzahl der Etagen mit 21 an.
Ursprünglich befand sich die Grenze zu West-Berlin ganz in der Nähe, sodass der gewaltige Bau mit seiner überdurchschnittlichen Dimensionierung auch eine staatliche Vorzeigefunktion gegenüber dem Westteil Berlins erfüllte.

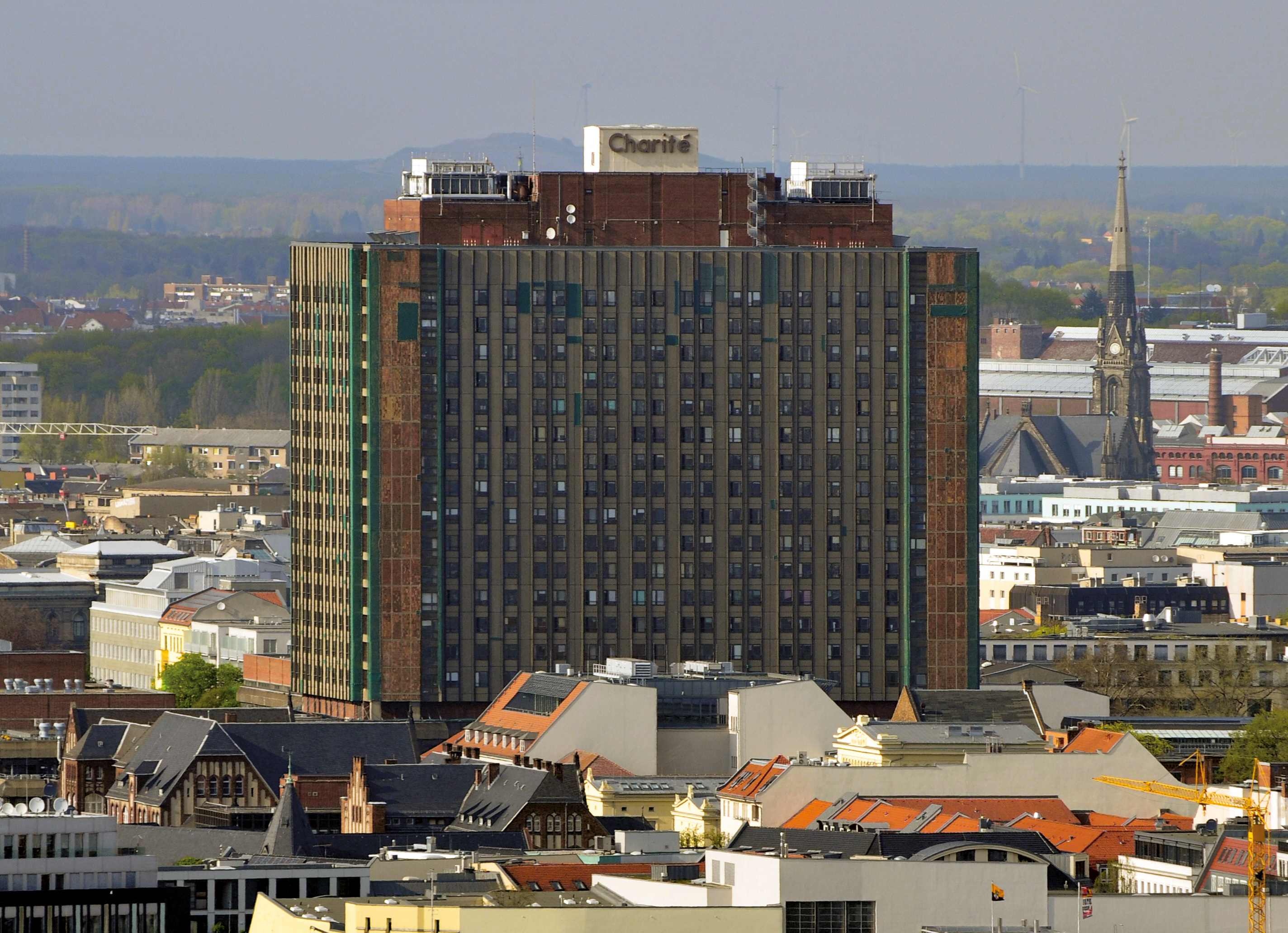
Bettenhaus der Charité vor der Sanierung

Zwischen Januar 2014 und Herbst 2016 wurde das Hochhaus aufwendig saniert. Das Berliner Planungsbüro Ludes Generalplaner GmbH hatte die Generalplanung ausgeführt. Zu den Baumaßnahmen gehörten neben der Neugestaltung des Inneren auch die Neugestaltung der Fassade, die das Architektenbüro Schweger und Partner nach einem Gestaltungswettbewerb als Subunternehmer ausführte. Nach Abschluss der Generalsanierung gehört das Bettenhochhaus wieder zu den modernsten Klinikhäusern Europas. Ende Oktober 2015 wurde eine neue Glasbrücke mit einer um etwa einen Meter gesteigerten Durchfahrtshöhe eingeweiht, die das Bettenhaus über die Luisenstraße mit der übrigen Charité in Höhe der ersten Etage verbindet. Dafür wurde die erste, zu niedrige Brücke abgerissen. An diesem Übergang hatten sich in der Vergangenheit mehrfach Unfälle mit hochgebauten Omnibussen ereignet. Bereits im Jahr 1992 verlor ein BVG-Doppeldeckerbus hier sein Obergeschoss, Fahrgäste waren nicht betroffen.
Im November 2016 war die Sanierung abgeschlossen, und der Charité-Chef Karl Max Einhäupl erhielt in einer Feierstunde den symbolischen Schlüssel. Der Umzug der Patienten begann im Januar 2017. In dem Hochhaus befinden sich nunmehr 327 Zimmer mit insgesamt 892 Betten. Frühere 4-Bett-Zimmer gibt es nicht mehr, 3-Bett-Zimmer nur noch in geringer Zahl. Bemerkenswert ist die umgestaltete Eingangshalle, die zuvor nur eingeschossig und rein funktional war. Seit der Wiedereinweihung des Hochhauses reicht sie über zwei Etagen und empfängt die Besucher mit großen Fenstern und einem freundlichen Ambiente. Die Bauarbeiten lagen stets im Terminplan, und die geplanten Kosten wurden ebenfalls weitestgehend eingehalten.

## Siehe auch

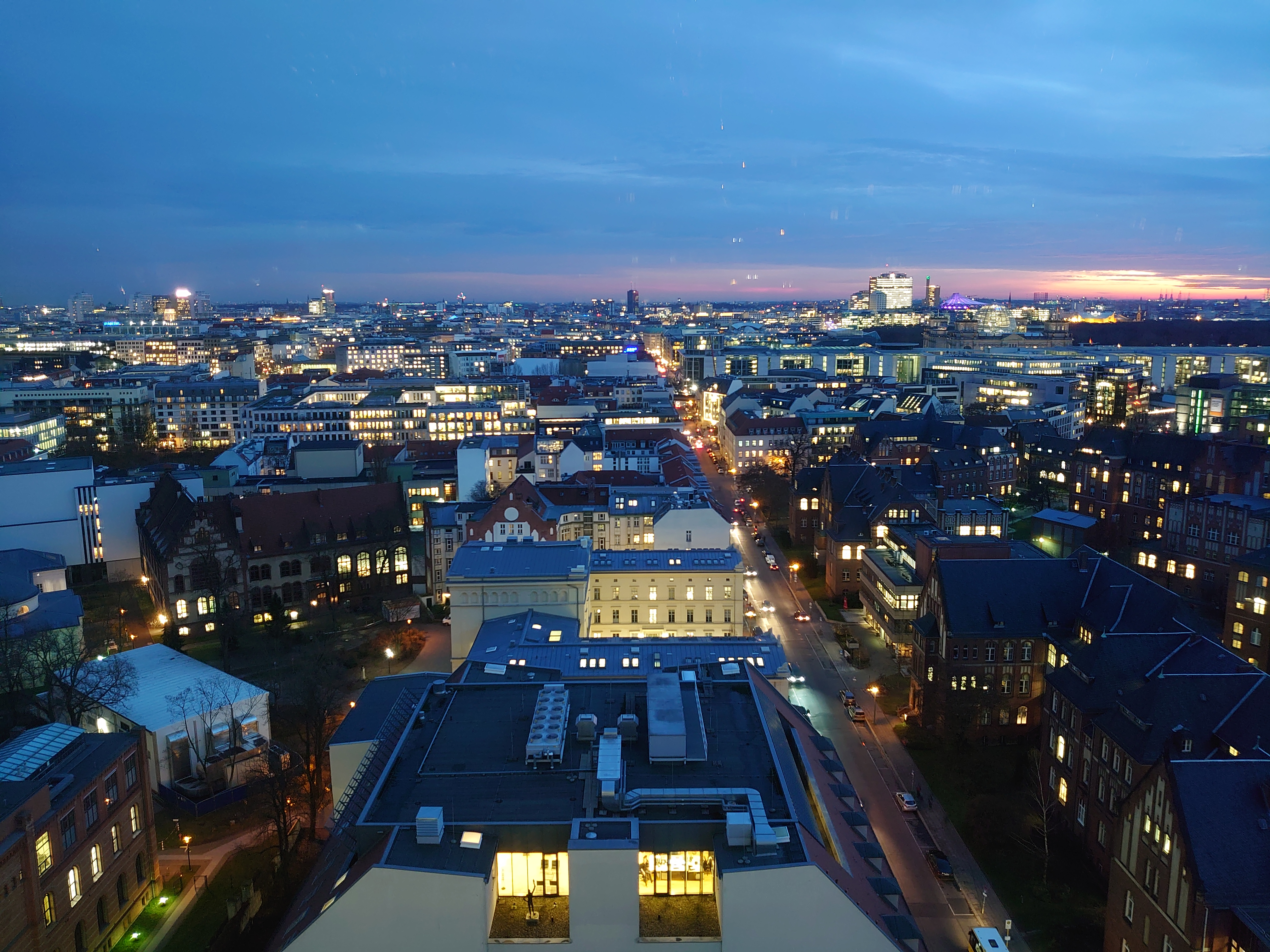
Aussicht vom 17. Stock, Südseite, Dezember 2019